# Fédération internationale de chiropratique du sport
La Fédération internationale de chiropratique du sport (FICS), fondée en 1987, est une organisation visant au développement et à la promotion de la chiropratique.
Les objectifs de FICS sont :
- veiller à ce que les athlètes de tous les sports aient accès, en cas de besoin, aux compétences spécialisées des chiropraticiens, en tant que membres de l’équipe de santé sportive ;
- promouvoir l'excellence dans l'enseignement post-universitaire et la pratique de la chiropratique sportive dans le monde entier ;
- promouvoir la recherche en chiropratique sportive ;
- représenter la profession de chiropratique dans le sport ;
- établir des conseils nationaux des sports chiropratiques dans le monde entier ;
- nouer des relations avec les organisations sportives internationales; dans le monde entier pour faire en sorte que les membres affichent les plus hauts niveaux de professionnalisme.

La fédération préside maintenant 24 pays membres et compte près de 2 000 chiropraticiens inscrits.

## Histoire
La Fédération internationale de chiropratique du sport (FICS) a été créée en 1987 par le docteur Stephen Press lors d’une réunion des dirigeants nationaux de la chiropratique sportive tenue à Londres, en Angleterre. 
Depuis 1998, le FICS est régi par les lois du Code civil suisse. À l’origine, ses bureaux étaient situés dans le New Jersey, aux États-Unis, dans les locaux de son premier président. En 1998, le siège du FICS a été transféré à Lausanne, en Suisse, où se trouve le Mouvement olympique.
En 2018, le service administratif de FICS a fait l'objet d'un appel d'offres mondial et la fonction administrative de FICS est désormais gérée à partir de Canberra en Australie, le siège de FICS se trouvant à la House of Sport de Lausanne. 

## Liste des présidents
- 1987–1990 : Dr Stephen Press (États-Unis)
- 1990–1994 : Dr Noel Patterson (Australie)
- 1994–1998 : Dr David Pierson (États-Unis)
- 1998–2006 : Dr Daniele Bertamini (Italie)
- 2006–2010 : Dr Roland Noirat (Suisse)
- 2010–2016 : Dr Sheila Wilson (États-Unis)
- 2016-2019 : Dr Peter Garbutt (Australie)
- depuis 2019 : Dr Mustafa Ağaoğlu (Turquie)